# 564 Dudu
564 Dudu este un asteroid din centura principală, descoperit pe 9 mai 1905, de Paul Götz.